# Ukkusissat Kangilequtaat

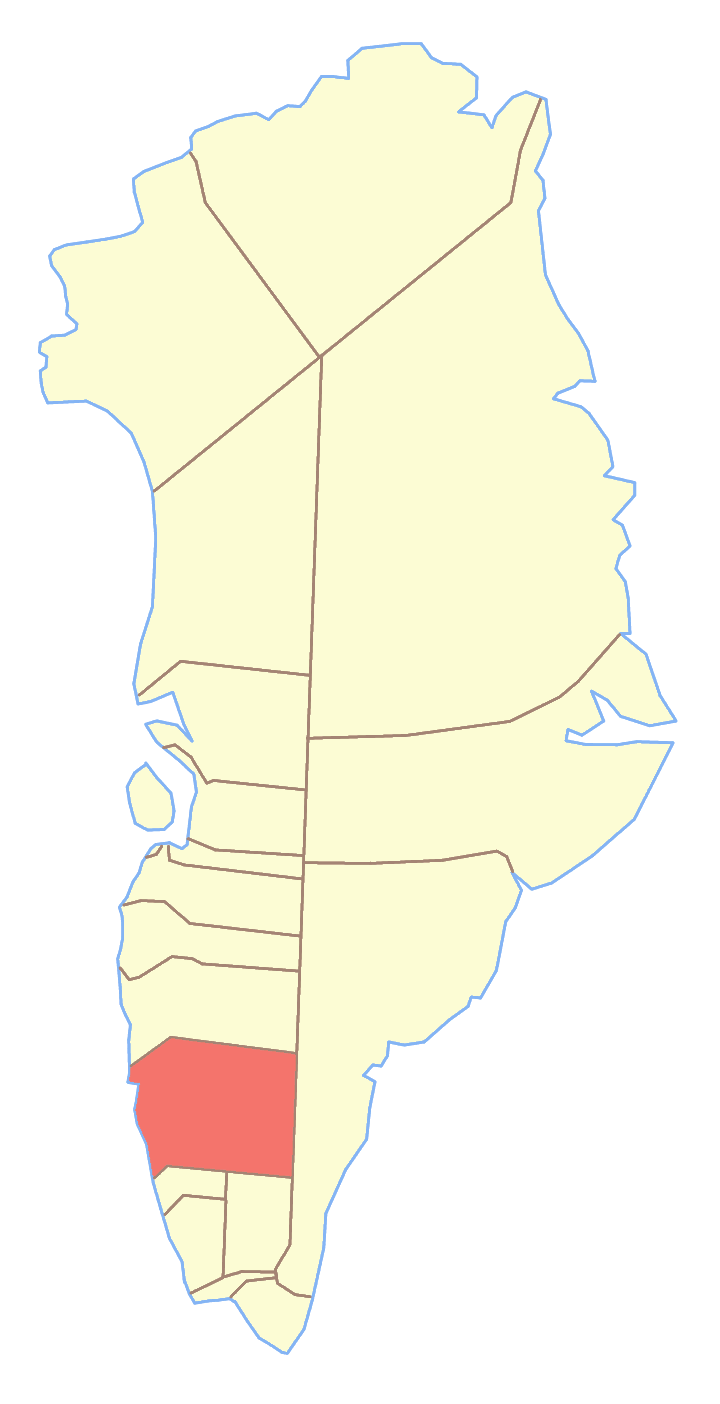
Ex comune di Nuuk, dove si trovava l'Ukkusissat Kangilequtaat

L'Ukkusissat Kangilequtaat è una montagna della Groenlandia di 787 m. Si trova a 64°11'N 51°33'O; appartiene al comune di Sermersooq.